# Nordvästblocket

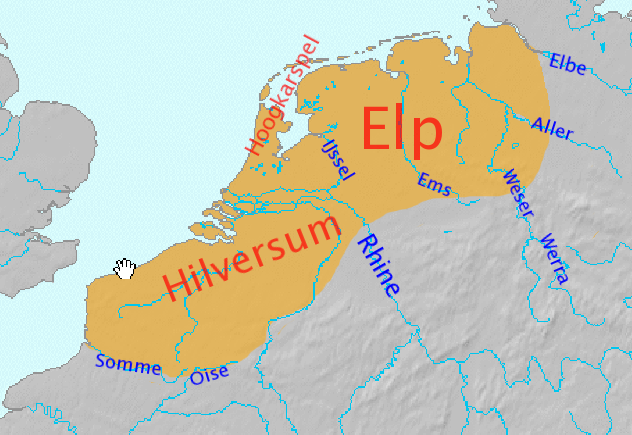
Karta

Nordvästblocket, eller på tyska: Nordwestblock (engelska: Northwest Block), är en  benämning av en grupp arkeologer på en för-germansk kultur och befolkning som hypotetiskt ska ha funnits i nordvästra Europa, vid nordsjökusten, ungefär vid nuvarande Nederländerna. Området för kulturen  avgränsas av floderna Somme, Oise, Meuse och Elbe. Området som möjligen sträckte sig till den östra delen av det som nu är England. Kulturen fanns under brons- och järnåldern från 3:e till 1:a årtusendet f.Kr., fram till de historiska källornas början omkring 100 f.Kr. Forskarna bakom hypotesen menar att germanska språk har lingvistiska substrat från denna kultur. Det är omstritt huruvida kulturens språk var keltiskt eller inte, kanske överhuvudtaget inte indoeuropeisk.
Teorin föreslogs först av två författare som arbetade oberoende av varandra: Hans Kuhn och Maurits Gysseling, vars förslag inkluderade forskning som indikerade att ett annat språk kan ha existerat någonstans mellan germanska och keltiska i den belgiska regionen. Själva termen Nordwestblock myntades av Hans Kuhn som ansåg att invånarna i området varken var germaner eller kelter och därför tillskrev folket en distinkt etnicitet eller kultur fram till järnåldern. Hittills har detta inte bevisats eller motbevisats.
Själva termen Nordwestblock myntades 1962 av lingvisten Hans Kuhn historikern Rolf Hachmann, arkeologen Georg Kossack i boken Völker zwischen Germanen und Kelten. Schriftquellen, Bodenfunde und Namengute zur Geschichte des nördlischen Westdeutschlands um Christi Geburt. Kuhn ansåg att invånarna i området varken var germaner eller kelter och därför tillskrev folket en distinkt etnicitet eller kultur fram till järnåldern. Hittills har detta inte bevisats eller motbevisats.

## Språkhypoteser
Hans Kuhn presenterade sina belägg för att området  det nordvästra blocket längs Nordsjökusten och söderut genom Thüringen och Hessen. Enligt Kuhn germaniserades kärnområdet i nordvästra blocket först runt Kristi födelse. Det nordvästra blocket omfattade därför även stammarna Chatter och Cherusker, som ursprungligen inte var germanska folk enligt Kuhn. När det gäller stamnamnet Cherusci påpekade Kuhn att suffixet -sk- inte är germanskt, eller snarare ovanligt som sådant. Han ser en sammansättning som är kopplad till indoeuropeiskt språk från det nordvästra blocket. Germaniseringen genomfördes av en germansk överklass, som Arminius kan ha tillhört, främjades enligt Hans Kuhn av kampen mot romarna. Till skillnad från de germanska folken var stammarna i Nordvästblocket mera jordbundna och förblev så under hela folkvandringstiden. Tidigare såg vissa historiker och lingvister nordvästra blocket som besläktade med illyrer. 1962 ansåg Hans Kuhn det mest troliga antagandet att nordvästblocket använde Venetospråket eller ett språk som är nära besläktat med det.
Det hypotetiska språket eller språken som talades av järnålderns befolkning i Nordvästblocket är en fråga om spekulationer, eftersom det inte finns några skriftliga källor av ett sådant språk. Språket kan möjligen härledas baserat på en analys av substrategenskaper i främst västgermanska språk som senare talades i regionen. Exempel på sådana substrat är ortnamn som är lånord av okänt ursprung, och förekomsten av vissa geminata konsonanter som inte kan förklaras genom arv från proto-indoeuropeiskan.  Analys av ortnamn = toponymi och vattendrag = hydronymi. Detta substratområdet kallas ibland för det nordvästeuropeiska underlaget.  Kuhn spekulerade i språklig släktskap mellan detta underlag och det venetiska språket, medan andra hypoteser kopplar samman nordvästblocket med raetiska (tyseniska) eller generiska indoeuropeiska språk av centumtyp (illyriska, forneuropeiska). Gysseling misstänkte att det fanns ett belgiskt mellanspråk mellan germanska och keltiska, som kunde ha varit besläktat med Italiska. 
Enligt Luc van Durme, en belgisk lingvist, saknas toponymiska bevis för en tidigare keltisk närvaro i Nederländerna nästan helt. Kuhn noterade att eftersom fonemet */b/ var mycket sällsynt i proto-indoeuropeiska (PIE), och eftersom PIE */b/, via Grimms lag, är den huvudsakliga källan till regelbundet nedärvda /p/ i ord i germanska språk (förutom efter frikativor, t.ex. initial *sp- från PIE *(s)p-), de många ord där /p/ måste ha något annat språk som källa. På samma sätt försvann PIE */p/ i keltiska ord och återkom inte i reguljärt nedärvda ord i p-keltiska språk förutom som ett resultat av att proto-keltiska *kw blev *p. Allt detta sammantaget innebär att varje ord som börjar på /p/ i ett germanskt språk som inte är uppenbart lånat från vare sig latin eller ett p-keltiskt språk, såsom galliska, måste vara ett lån från ett annat språk. Kuhn hänförde alla dessa ord till Nordwestblock-språket.
Lingvisten Peter Schrijver antar att det fanns förindoeuropeiska språk som var kopplade till linjebandskulturen och till en språkfamilj med komplexa verb, av vilka de nordvästkaukasiska språken kan ha varit de enda överlevande. Även om det antas ha lämnat spår även i alla andra indoeuropeiska språk, skulle inflytandet från ett okänt substrat ha varit särskilt starkt på keltiska språk med ursprung norr om Alperna och på regionen inklusive Belgien och Rhenlandet.
Det är osäkert när germanskan började få fotfäste i området. En del av Nordvästblockets området norr om Rhen anses traditionellt tillhöra den nordlska bronsålderns område, medan Harpstedt-Nienburg gruppen väster om Jastorfkulturen allmänt antas representera de germanskspråkiga grupperna. Den allmänna utvecklingen går hand i hand med de germanska språkens framväxt inom andra nordliga bronsåldersområden i öster, kanske med en viss grad av spridning av germanska språk med germanska kulturer. Från omkring 100 e.Kr. utvecklades i denna region Weser-Rhen-gruppen med västgermanska dialekter som gav upphov till fornfrankiska från 300-talet.
Frågan om  Nordvästblocket är fortfarande olöst och hittills har inga avgörande bevis lagts fram till stöd för något alternativ. Mallory anser att frågan är en nyttig påminnelse om att vissa anonyma språkgrupper som inte helt följer den nuvarande klassificeringen kan ha överlevt till början av den historiska tiden.

## Kritik
Hans Kuhns hypotes möttes av gillande, men också av kritik och avvisande, och kritikerna anklagade Kuhn för förhastat och oprecist arbete. Wolfgang Meid anser att förekomsten av en ursprungligen icke-keltisk och icke-germansk, men språkligt besläktad befolkning i nordvästra Centraleuropa är bevisad, men han tvivlade på att området för detta språks utbredning och hade avvikande åsikter hur området senare germaniserades.
Kritikern Jürgen Udolph menar att huvudargumentet för språkområdet, namnen på vattenförekomster på -apa- bara är en härledning av idg. *ap-/ab- under loppet av den germanska ljudförskjutningen och räknar "området för det påstådda nordvästra blocket med dess påstådda utbredning i sydvästra Niedersachsen, Westfalen, södra Nederländerna och norra Belgien till de germanska kärnområdena".

### Fotnoter
1. ↑  Hans Kuhn, Rolf Hachmann and Georg Kossack, Völker zwischen Germanen und Kelten. Schriftquellen, Bodenfunde und Namengute zur Geschichte des nördlichen Westdeutschlands um Christi Geburt, Neumünster, Karl Wachholz, 1962. (Tyska)
2. ↑  DBNL. ”Gysseling, M., Bio- en bibliografisch lexicon van de neerlandistiek, Wim van Anrooij, Ingrid Biesheuvel, Karina van Dalen-Oskam, Jan Noordegraaf” (på nederländska). DBNL. https://www.dbnl.org/tekst/anro001bioe01_01/gyss001.php. Läst 18 februari 2024.
3. ↑  Hans Kuhn: Arminius. In: Reallexikon der Germanischen Altertumskunde Band 1, 1973 S. 420–421
4. ↑  Hans Kuhn: Vor- und frühgermanische Ortsnamen in Norddeutschland und den Niederlanden. In: Westfälische Forschungen 12, 1959, , sidorna 5–44.
5. ↑  Oude taaltoestanden in en om de Nederlanden. Een reconstructie met de inzichten van M. Gysseling als leidraad. In: Handelingen van de Koninklijke commissie voor Toponymie en Dialectologie. LXXV/2003
6. ↑  ”Keltisch en de buren: 9000 jaar taalcontact”. Universitet Utrecht. Arkiverad från originalet den 13 augusti 2022. https://web.archive.org/web/20220813051745/http://www2.hum.uu.nl/onderzoek/lezingenreeks/pdf/Schrijver_Peter_oratie.pdf. Läst 18 februari 2024.
7. ↑  Wolfgang Meid: Hans Kuhns „Nordwestblock“-Hypothese. Zur Problematik der „Völker zwischen Germanen und Kelten“. In: Heinrich Beck (Hrsg.): Germanenprobleme in heutiger Sicht. 2. Auflage. de Gruyter, Berlin u. a. 1986. (Reallexikon der Germanischen Altertumskunde Ergänzungsbände 1), S. 183–212.
8. ↑  Jürgen Udolph: Namenkundliche Studien zum Germanenproblem. de Gruyter, Berlin u. a. 1994, sidan 940